# Чурмуг
Чурмуг — река в Кировской области России, левый приток Косы (бассейн Волги). Протекает в Богородском, Унинском и Фалёнском районах. Устье реки находится в 108 км по левому берегу Косы. Длина реки — 30 км, площадь бассейна 131 км².
Исток реки на Красногорской возвышенности в 6 км к юго-западу от села Спасское. Исток находится на водоразделе бассейнов Чепцы и Кильмези, рядом берёт начало река Еранка. Река течёт на северо-восток, затем на север и снова на северо-восток. Русло извилистое. В верхнем течении образует границу Унинского и Богородского районов, затем течёт по Богородскому, в нижнем течении образует границу Богородского и Фалёнского районов.
Всё течение проходит по ненаселённой, лесистой, всхолмлённой местности. Приток — Песчанка (правый).
Впадает в Косу у деревни Баженово. Ширина реки у устья около 10 метров, скорость течения 0,2 м/с.

## Данные водного реестра
По данным государственного водного реестра России относится к Камскому бассейновому округу, водохозяйственный участок реки — Чепца от истока до устья, речной подбассейн реки Вятка. Речной бассейн реки — Кама.